# Paret amb esquena d'ase
Una paret amb esquena d'ase presenta la part superior en forma d'angle agut o esquena d'ase. La zona del coronament esta encimentada per donar-li més consistència amb ciment o argamassa.
Delimita una tanca dedicada al conreu d'ametlers i herbàcies i, a la vegada, evita que des d'un camí es pugui accedir a l'interior. Esta feta de pedra viva i tapiot.